# Lepna
Lepna est un petit bourg estonien appartenant à la commune de Rakvere dans le Virumaa occidental.
Sa population est de 455 habitants(1.1.2010).